# Gemelos 26
Gemelos 26 est un ensemble de bâtiments construit à Benidorm de 2007 à 2009.
L'ensemble comprend deux immeubles identiques ; la Torre 1 et la Torre 2, chacune haute de 114 mètres pour 33 étages.
Les architectes sont Gabriel Sanchis Lambies et Fernando Bausa